# Joseph Pathalil
Joseph Pathalil (ur. 26 stycznia 1937 w Nedumkunnam, zm. 14 kwietnia 2022 w Udajpurze) – indyjski duchowny rzymskokatolicki, w latach 1985-2012 biskup Udaipuru.

## Życiorys
Święcenia kapłańskie przyjął 21 września 1963. 3 grudnia 1983 został prekonizowany biskupem Udaipuru. Sakrę biskupią otrzymał 14 lutego 1985. 21 grudnia 2012 przeszedł na emeryturę.